# Precorrina-6A sintasi (deacetila)
La precorrina-6A sintasi (deacetila) è un enzima appartenente alla classe delle transferasi, che catalizza la seguente reazione:
S-adenosil-L-metionina + precorrina-5 + H2O ⇄ S-adenosil-L-omocisteina + precorrin-6A + acetato
Nella via di biosintesi aerobica della cobalamina, sono coinvolti quattro enzimi nella conversione della precorrina-3A in precorrina-6A. La prima fase è catalizzata dalla precorrina-3B sintasi, o CobG (numero EC 1.14.13.83), che genera precorrina-3B come prodotto. Questa reazione è seguita da tre metilazioni (l'ultima delle quali è catalizzata da questo enzima), che introducono nel macrociclo un gruppo metilico al carbonio-17 (CobJ, numero EC 2.1.1.131), C-11 (CobM, numero EC 2.1.1.133) e C-1 (CobF), dando origine progressivamente alla precorrina-4, precorrina-5 e infine precorrina-6A.